# دارك كاسل إنترتينمنت
دارك كاسل إنترتينمنت (بالإنجليزية: Dark Castle Entertainment) هي علامة إنتاج سينمائي تابعة لشركة OEG Inc. تأسست عام 1998 في الأصل كشركة إنتاج أفلام على يد المنتجين  جويل سيلفر وروبرت زيميكس وجيلبرت أدلر.  ركزت معظم أعمالها على أفلام الرعب، وقد تولت شركة وارنر برذرز توزيع غالبية هذه الإنتاجات.